# Rareș Ilie
Rareș Ilie, né le 19 avril 2003 à Bucarest en Roumanie, est un footballeur roumain qui évolue au poste d'attaquant au Empoli FC, en prêt de l'OGC Nice.

## Biographie

### En club
Né à Bucarest en Roumanie, Rareș Ilie est formé par l'un des clubs de la capitale, le Rapid Bucarest. Il fait sa première apparition en professionnel le 5 septembre 2020 contre le Pandurii Târgu Jiu. Il entre en jeu ce jour-là et son équipe l'emporte par deux buts à un.
Le 18 juillet 2021, Ilie fait sa première apparition en première division, lors de la première journée de la saison 2021-2022, contre l'AFC Chindia Târgoviște. Il est titularisé et son équipe s'impose par un but à zéro. Il s'impose comme un joueur clé du Rapid à seulement 18 ans, où il fait notamment forte impression par sa qualité de passe. Il est alors considéré comme l'un des joueurs roumains les plus prometteurs. Le 18 avril 2022, veille de ses 19 ans, Ilie se fait remarquer en réalisant le premier doublé de sa carrière, lors d'une rencontre de championnat face au Gaz Metan Mediaș. Il délivre ce jour-là également deux passes décisives et participe grandement à la victoire de son équipe sur le score large de huit buts à zéro,.
Le 17 juillet 2022, Rareș Ilie s'engage en faveur de l'OGC Nice. Le transfert est estimé à cinq millions d'euros, avec en plus des bonus.
Le 1er février 2023, Rareș Ilie est prêté jusqu'à la fin de la saison au Maccabi Tel Aviv.
Le 20 juin 2023, il est de nouveau prêté par Nice, cette fois au FC Lausanne-Sport pour la durée d'une saison.

### En sélection
Rareș Ilie représente notamment l'équipe de Roumanie des moins de 19 ans en 2021.
Rareș Ilie joue son premier match avec l'équipe de Roumanie espoirs le 16 novembre 2021, lors d'un match amical contre l'Italie. Il entre en jeu à la place de Ianis Stoica et son équipe est battue par quatre buts à deux

## Vie privée
Très attaché à son club formateur, le Rapid Bucarest, Rareș Ilie a notamment pour idole l'un des joueurs emblématiques du club, Daniel Pancu.